# The Glimpses of the Moon
The Glimpses of the Moon és una pel·lícula muda de la Famous Players-Lasky dirigida per Allan Dwan i protagonitzada per Bebe Daniels. La pel·lícula, basada en la novel·la homònima d'Edith Wharton, es va estrenar el 25 de març de 1923. Es considera una pel·lícula perduda.

## Argument
Tot i no ser rica, Susan Branch porta una vida dissipada gràcies als seus amics rics que li proporcionen roba i la conviden a festes. Està enamorada de Nick Lansing, un escriptor en dificultats que també atrau la principal mecenes de Susan, Ursula Gillow. Ellie Vanderlyn la convenç que es casi amb ell durant almenys un any per poder ser feliç tot i que no disposaran de diners. Quan els diners i regals de noces s’acaben el matrimoni es trenca. Es veuen involucrats ens els afers domèstics dels Vanderlyn i Ursula decideix que vol en Nick per a ella. Tot i això, l'advocat que gestiona el procés de divorci ajuda a que es tornin a enamorar i Nick finalment ven la seva novel·la.

## Repartiment
- Bebe Daniels (Susan Branch)
- David Powell (Nick Lansing)
- Nita Naldi (Ursula Gillow)
- Maurice Costello (Fred Gillow)
- Rubye De Remer (Mrs. Ellie Vanderlyn)
- Billy Quirk (Bob Fulmer)
- Charles K. Gerrard (Streffy, Lord Altringham)
- Pearl Sindelar (Grace Fullmer)
- Mrs. George Peggram
- Beth Allen
- Dolores Costello
- Millie Muller
- Beatrice Coburn
- Fred Hadley

## Producció
La Famous Players-Lasky adquirí els drets de la novel·la per 15.000 dòlars i la seva adaptació va córrer inicialment a càrrec de F. Scott Fitzgerald, però e cert moment la productora va descartar la feina feta i fou reemplaçat per E. Lloyd Sheldon i Edfrid Bingham. La pel·lícula es va rodar als Astoria Studios de Queens i incloïa entre altres una reproducció dels canals de Venècia. La producció es va haver d’endarrerir ja que a inicis del 1923 Daniels va haver de ser operada d’apendicitis. La pel·lícula va constituir el retorn al cinema de Dolores Costello després de la seva etapa com a actriu infantil.